# Andreas Ottensamer
Andreas Ottensamer (n. el 4 de abril de 1989 en Viena), es un  músico austriaco y el clarinetista principal de la Orquesta Filarmónica de Berlín. Hijo menor de Ernst Ottensamer, fallecido en 2017 y hermano de Daniel, ambos también clarinetistas. Integrantes los tres del ensamble Les Clarinotts.

## Datos biográficos
Ottensamer principió sus estudios musicales con el piano en 1999, en su ciudad natal. Más tarde en la Universidad de Música y Artes Escénicas de Viena, en violonchelo con Wolfgang Herzer, especializándose finalmente en el clarinete en el año de 2003 con Johann Hindler. Ottensamer estuvo también matriculado como estudiante en la Universidad de Harvard en los Estados Unidos.
Ottensamer logró su primera experiencia orquestal como clarinetista sustituto en la Ópera Estatal de Viena  y en la Orquesta de Jóvenes de Gustav Mahler. En octubre de 2009 empezó a trabajar con la Academia de la Orquesta Filarmónica de Berlín y desde 2011 tiene la posición de clarinetista solista con esa misma orquesta.
Ha ganado el primer premio en varias competiciones con los instrumentos de clarinete, piano y chelo, Ottensamer ha actuado como solista y como músico de ensamble en todo el mundo, acompañando a intérpretes como Leif Ove Andsnes, Angelika Kirchschlager, Julian Rachlin y Yo-Yo Ma. En 2005, junto con  su padre Ernst Ottensamer y su hermano mayor Daniel Ottensamer (ambos clarinetistas de la Filarmónica de Viena), formó el trío de clarinete Los Clarinotts. Con este conjunto ha hecho conciertos en Austria, Alemania, Italia, Japón, los Estados Unidos de América y ha actuado en festivales en todo el mundo, así como tenido actuaciones de televisión y radio. En 1999 grabó su primer CD publicado por Gramola de Viena.
Ottensamer acompañó a Tori Amos en su Noche de Cazadores en 2011.
En 2013 Ottensamer firmó un acuerdo de exclusividad con Universal Classics, etiqueta de Mercurio Classics, con la Deutsche Grammophon. Debutó con el álbum Retratos - El Álbum del Clarinete, que se publicó en junio de 2013 internacionalmente a través de Mercury Classics/Deutsche Grammophon y realizó conciertos con música de Domenico Cimarosa, George Gershwin y Aaron Copland, grabándolos con la Orquesta Filarmónica de Róterdam y Yannick Nézet-Séguin.
Ivan Eröd compuso un concierto para tres  clarinetes para El Clarinotts, que fue premiado por la Filarmónica de Viena en enero de 2016.